# Bhikkhuni Dhammananda
Bhikkhuni Dhammananda (thaï : ธรรมนันทา ; RTGS : Thammanantha), née Chatsumarn Kabilsingh (thaï : ฉัตรสุมาลย์ กบิลสิงห์ ; RTGS : Chatsuman Kabinsing) ou Chatsumarn Kabilsingh Shatsena (thaï : ฉัตรสุมาลย์ กบิลสิงห์ ษัฏเสน  RTGS : Chatsuman Kabinsing Satsena le 6 octobre 1944) est une bhikkhuni (nonne bouddhique) thaïlandaise. Le 28 février 2003, Kabilsingh a reçu l'ordination totale en tant que bhikkhuni de la tradition theravāda au Sri Lanka, devenant ainsi la première femme thaïlandaise de l'ère moderne à recevoir une ordination totale en tant que bhikkhuni theravāda,,. Elle est l'abbesse du monastère Songdhammakalyani, le seul temple en Thaïlande dans lequel sont présentes des nonnes pleinement ordonnées.